# 贝莱尔瓦勒当斯
贝莱尔瓦勒当斯（法語：Bel-Air-Val-d'Ance，法語發音：[bɛl ɛʁ val dɑ̃s]）是法国洛泽尔省的一个市镇，属于芒德区。该市镇于2019年1月1日由原市镇尚邦堡和圣桑福里安合并而成，行政中心位于尚邦堡。

## 地名
“贝莱尔”（Bel-Air）在法语中意为“好空气”，“瓦勒当斯”（Val-d'Ance）意为“昂斯河谷”。

## 地理
贝莱尔瓦勒当斯（44°51'14.0"N, 3°39'37.0"E）面积41.40 平方千米，位于法国奧克西塔尼大區洛泽尔省，该省份为法国南部内陆省份，北起上盧瓦爾省和康塔爾省，西接阿韦龙省，南至加尔省，东临阿尔代什省。
与贝莱尔瓦勒当斯接壤的市镇（或旧市镇、城区）包括：托拉斯、圣韦内朗、阿列河畔圣克里斯托夫、格朗里约、圣保罗勒弗鲁瓦、圣博内-拉瓦勒。
贝莱尔瓦勒当斯的时区为UTC+01:00、UTC+02:00（夏令时）。

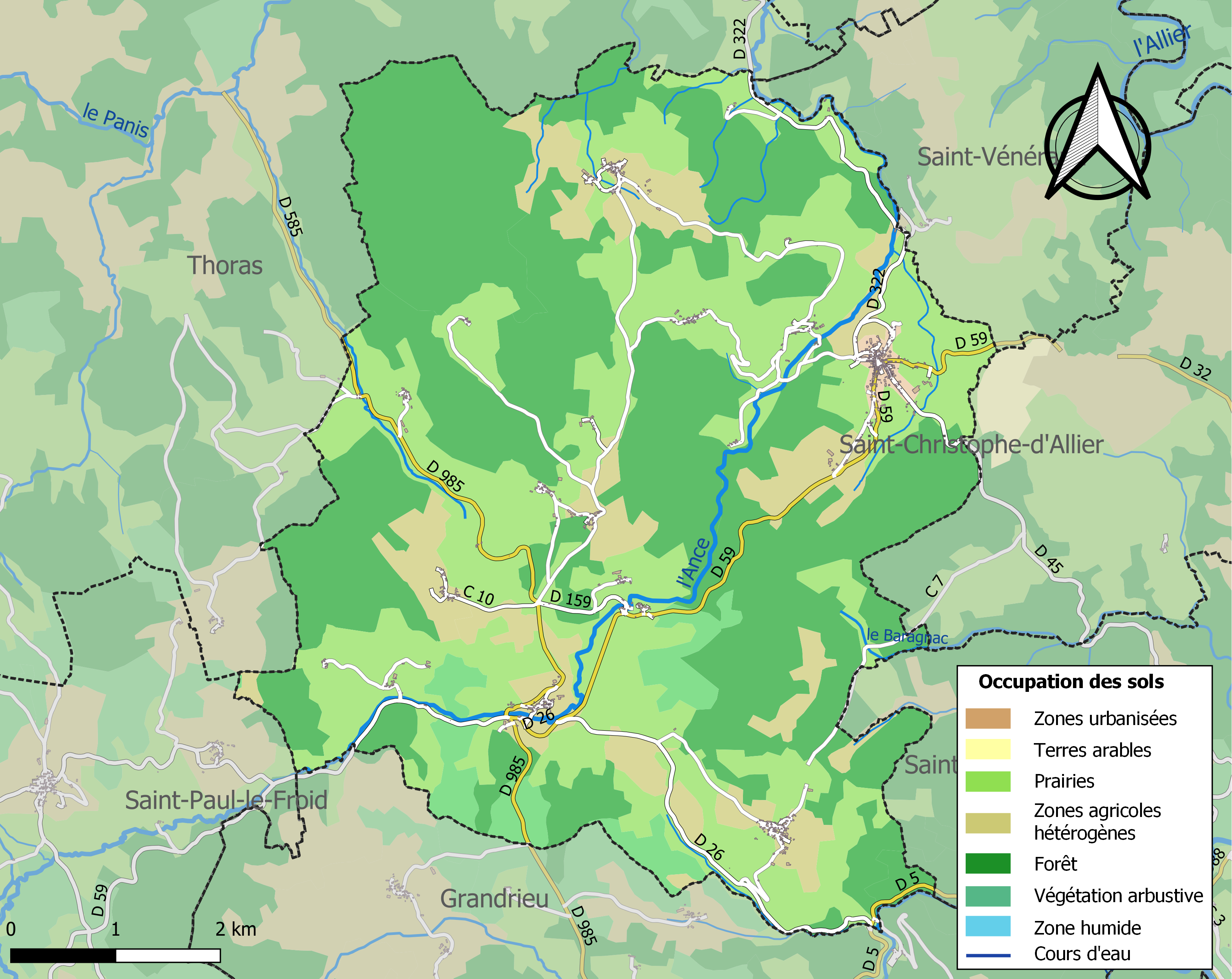
贝莱尔瓦勒当斯的OSM定位图

## 行政
贝莱尔瓦勒当斯的邮政编码为48600，INSEE市镇编码为48038。

## 政治
贝莱尔瓦勒当斯所属的省级选区为格朗里约县。

## 人口
贝莱尔瓦勒当斯于2022年1月1日时的人口数量为540人。